# علم اقتصاد منطقه‌ای
اقتصاد منطقه‌ای (به انگلیسی:Regional economics) یکی از زیرشاخه‌های علوم اقتصادی است و اغلب به عنوان یکی از رشته‌های علوم اجتماعی در نظر گرفته می‌شود. اقتصاد منطقه‌ای به جنبه اقتصادی مشکلات منطقه ای که از نظر فضایی قابل تجزیه و تحلیل هستند می‌پردازد. همچنین در اقتصاد منطقه‌ای می‌توان پیامدهای نظری یا سیاستی را با توجه به مناطقی که دامنه جغرافیایی آنها از مناطق محلی تا جهانی را در بر می‌گیرد، استخراج کرد.

### مجلات علمی عمدتاً انگلیسی زبان
- تحلیل اقتصادی فضایی
- سالنامه علوم منطقه ای [ لینک مرده دائمی ]
- مجله کانادایی علوم منطقه ای
- رشد و تغییر
- جغرافیدان صنعتی
- International Regional Science Review
- Investigaciones Regionales (اسپانیایی)
- مجله تحلیل و سیاست منطقه ای
- مجله علوم منطقه ای
- مجله اقتصاد شهری
- مقالات علوم منطقه ای
- اقتصاد و سیاست‌های منطقه ای
- علوم منطقه ای و اقتصاد شهری
- مطالعات منطقه ای
- بررسی مطالعات منطقه ای
- بررسی مطالعات توسعه شهری و منطقه ای
- سیاست و عمل علمی منطقه ای